# 12. Klavierkonzert (Mozart)
Das 12. Klavierkonzert in A-Dur, KV 414, ist ein Klavierkonzert von Wolfgang Amadeus Mozart. Nach einer anderen Zählung, in welcher nur die reinen Klavierkonzerte von Mozart gezählt werden, ist es das 6. Klavierkonzert.

## Entstehung
Das Klavierkonzert entstand zusammen mit dem 11. und dem 13. Klavierkonzert im Herbst des Jahres 1782. Sie bilden die Werkgruppe der frühen Wiener Konzerte. Das 12. Klavierkonzert entstand zeitlich vor dem 11. Klavierkonzert, trägt jedoch eine höhere Nummer. Am 28. Dezember 1782 schrieb er seinem Vater über die neu entstandenen Konzerte: „Die Concerten sind eben das Mittelding zwischen zu schwer und zu leicht. Sie sind sehr brillant – angenehm in die Ohren – natürlich ohne in das Leere zu fallen. Hie und da können auch Kenner allein Satisfaction erhalten – doch so – dass die Nichtkenner damit zufrieden sagen müssen, ohne zu wissen warum.“ Auch aus diesen Zeilen wird deutlich, dass die Konzerte KV 413 bis 415 für die direkte Aufführung in Wien geschrieben wurden und somit auch einem kommerziellen Ziel folgten. Die Maßgabe war offenbar, sowohl Kenner als auch Nichtkenner durch Klangschönheit zufriedenzustellen. Diese Art und Weise von „Einfachheit“ und Zurücknahme dürfte Mozart durchaus nicht leichtgefallen sein, was auch die ungewöhnlich zahlreichen Skizzen zum ersten Satz belegen. In die Entstehungszeit fällt außerdem die Begegnung mit einigen Streichquartetten Joseph Haydns und verschiedenartiger Musik von Georg Friedrich Händel und Johann Sebastian Bach. Auch der Tod Johann Christian Bachs im Januar 1782, eines direkten Vorbildes Mozarts, hat den Entstehungsprozess des Konzertes beeinflusst. Im zweiten Satz des Konzertes zitiert Mozart eine Ouvertüre von Johann Christian Bach.

## Zur Musik

### 1. Satz: Allegro
Der erste Satz beginnt mit einer verhaltenen Orchesterexposition, in welcher überraschenderweise drei statt zwei Themen vorgetragen werden. Die Stimmung wirkt ein wenig gedämpft und nicht ausgelassen wie in vielen A-Dur-Werken Mozarts sonst üblich. Das Soloklavier setzt ebenso verhalten mit dem Vortrag des Hauptthemas ein. Das zweite Thema, welches reizvoll von Streicherpizzicati begleitet wird, wird erst nach vier Takten vom Pianisten aufgenommen. Das dritte Thema fehlt in der Soloexposition komplett. Die Durchführung, welche durchaus motivisch vorgeht, bevorzugt das erste Thema und spart ebenfalls das dritte Thema aus. Auch die Solokadenz weist nicht das Maß an Virtuosität aus, welche beispielsweise im Klavierkonzert KV 271 schon gegeben war. Eine kurze Schlussgruppe beendet den Satz.

### 2. Satz: Andante
Im Andante erweist Mozart dem am 1. Januar 1782 in London verstorbenen Johann Christian Bach eine Reminiszenz, indem das Hauptthema vier Takte aus Bachs Ouvertüre zur Oper La calamità dei cuori zitiert. Das Soloklavier nimmt diesen Gedanken auf und weist in der Art und Weise der Verarbeitung auf Beethovens frühe Klaviersonaten. Das Andante ist in Sonatensatzform gestaltet, was in einigen Andante-Sätzen Mozarts vorkommt. Die Durchführung besteht in der Hauptsache aus einer Moll-Variante des Hauptthemas. Ein sogenannter solistischer Eingang des Klaviers führt zur Reprise. Wie für die anderen Sätze des Konzertes stellt Mozart auch für das Andante drei Kadenzen zur Auswahl.

### 3. Satz: Rondeau
Das Schlussrondo ist ein Beispiel für die freiere Auslegung der Rondoform bei Mozart. Der Satz besteht aus einer Synthese von Phantasie und Logik auf einem beachtlichen Niveau. Das vergnügte A-Thema (Refrain) erscheint zunächst nur im Orchester, das Soloklavier führt mit einem eigenen Refrain (A') zum ersten Couplet (B). Dieses besteht phantasievoll aus Elementen der Überleitung von Orchesterrefrain und Solorefrain. Das zweite Couplet (C), welches dem ersten vom Charakter her durchaus ähnlich ist, führt ungewöhnlicherweise ohne Wiederholung von A zur Wiederholung von B. Eine sehr kurze Solokadenz bringt den Solorefrain zurück. Ein unerwarteter Eingang in der Coda bringt das brillante Rondo zu einem freudigen Ende.
In der Musikwissenschaft besteht die Überlegung, dass das Rondo KV 386 als alternativer dritter Satz zu diesem Klavierkonzert gelten kann. Der Rondosatz, dessen Partitur bis heute nicht vollständig entdeckt worden ist, steht ebenfalls in A-Dur. Möglicherweise entschied sich Mozart erst während des Kompositionsprozesses, dass die Konzerte a quattro, also nur mit Streichquartettbegleitung aufführbar sein sollten, und ersetzte das Rondo KV 386, das diesen Ansprüchen nicht genügt, durch den überlieferten Rondeausatz.

## Stellenwert
Das 12. Klavierkonzert ist das erste Werk dieser Gattung, welches nach dem in vieler Hinsicht bahnbrechenden 9. Klavierkonzert entstand. Das 10. Klavierkonzert ist ein Werk für zwei Klaviere, und das 11. Klavierkonzert entstand erst danach. In dieser Gruppe der frühen Wiener Konzerte beginnt Mozart damit, ein neues Konzept des Klavierkonzertes zu erarbeiten und einige Bestandteile grundlegend zu verändern. So erhalten die Eingangsritornelle der Hauptsätze beispielsweise immer größere Bedeutung, sodass sich bald die Bezeichnung als Orchesterexposition rechtfertigen lässt und durchsetzt. Hierin weist das Werk Mozarts zunehmend auf Beethoven. In der Exposition dieses 12. Klavierkonzertes stellt Mozart erstmals drei statt der üblichen zwei Themen vor; eine Vorgehensweise, die er später häufig wiederholen wird. Auch in der Entwicklung der obligaten Begleitung, also vom accompagnement libre zum obligaten Accompagnement, sind diese ersten Wiener Konzerte ein wichtiger Baustein. Sie sind die letzten, welche formal noch die freie Verwendung der Holzbläser erlauben. Ein weiteres wichtiges Element der frühen Wiener Konzerte sind die zahlreichen Solokadenzen und Eingänge des Pianisten, welche eine gesteigerte Virtuosität der Konzerte bewirken.